# Aradophagus
Aradophagus is een geslacht van vliesvleugelige insecten van de familie Scelionidae.

## Soorten
- A. brunneus (Masner & Huggert, 1979)
- A. fasciatus Ashmead, 1893
- A. microps Masner & Huggert, 1979